# Meyrieu-les-Étangs
 Meyrieu-les-Étangs  es una población y comuna francesa, en la región de Ródano-Alpes, departamento de Isère, en el distrito de Vienne y cantón de Saint-Jean-de-Bournay.

## Demografía
| 469 | 423 | 416 | 495 | 551 | 725 |
| Para los censos de 1962 a 1999 la población legal corresponde a la población sin duplicidades (Fuente: INSEE [Consultar]) |     |     |     |     |     |